# Mirko Pätzold
Mirko Pätzold (* 9. April 1976 in Strausberg) ist ein deutscher Bobsportler.
Mirko Pätzold ist Sportsoldat der Bundeswehr und startet für den BRC Riesa. Seit 1998 ist der frühere Sprinter als Anschieber/Bremser im Bobsport aktiv. Er fuhr unter anderem in den Schlitten von Matthias Benesch, Matthias Höpfner, Karl Angerer und derzeit bei Thomas Florschütz. Vielfach konnte Pätzold sich in Zweier- und Viererbobrennen platzieren, mehrfach sogar auf den Podiumsplätzen. Beste Ergebnisse waren zweite Plätze im Vierer 1999 in St. Moritz und 2007 in Lake Placid im Zweierbob. 2007 gewann er sowohl im Zweier- als auch im Viererbob von Florschütz die deutschen Meistertitel.